# Хорхог

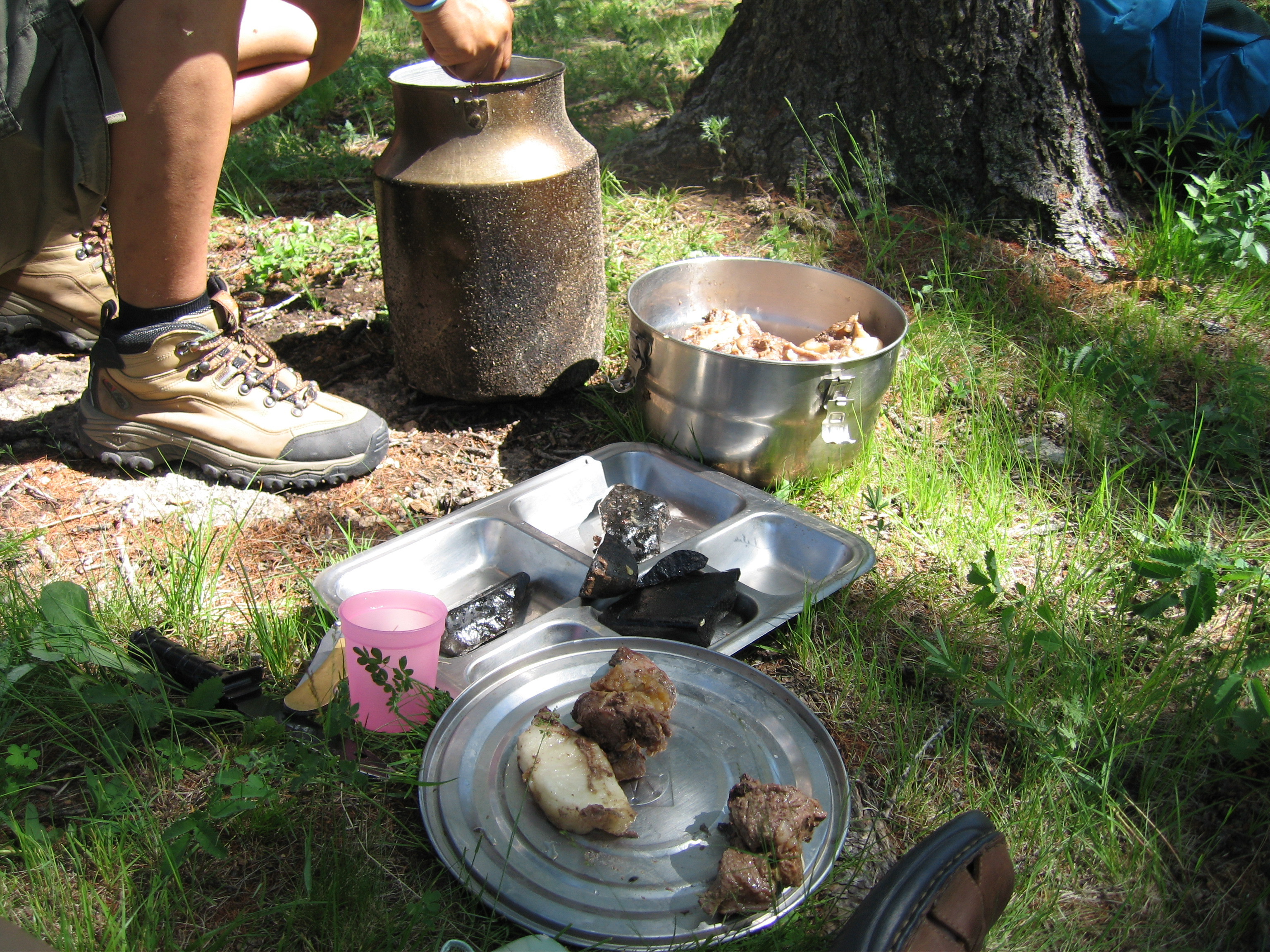
Приготовление хорхога на природе.

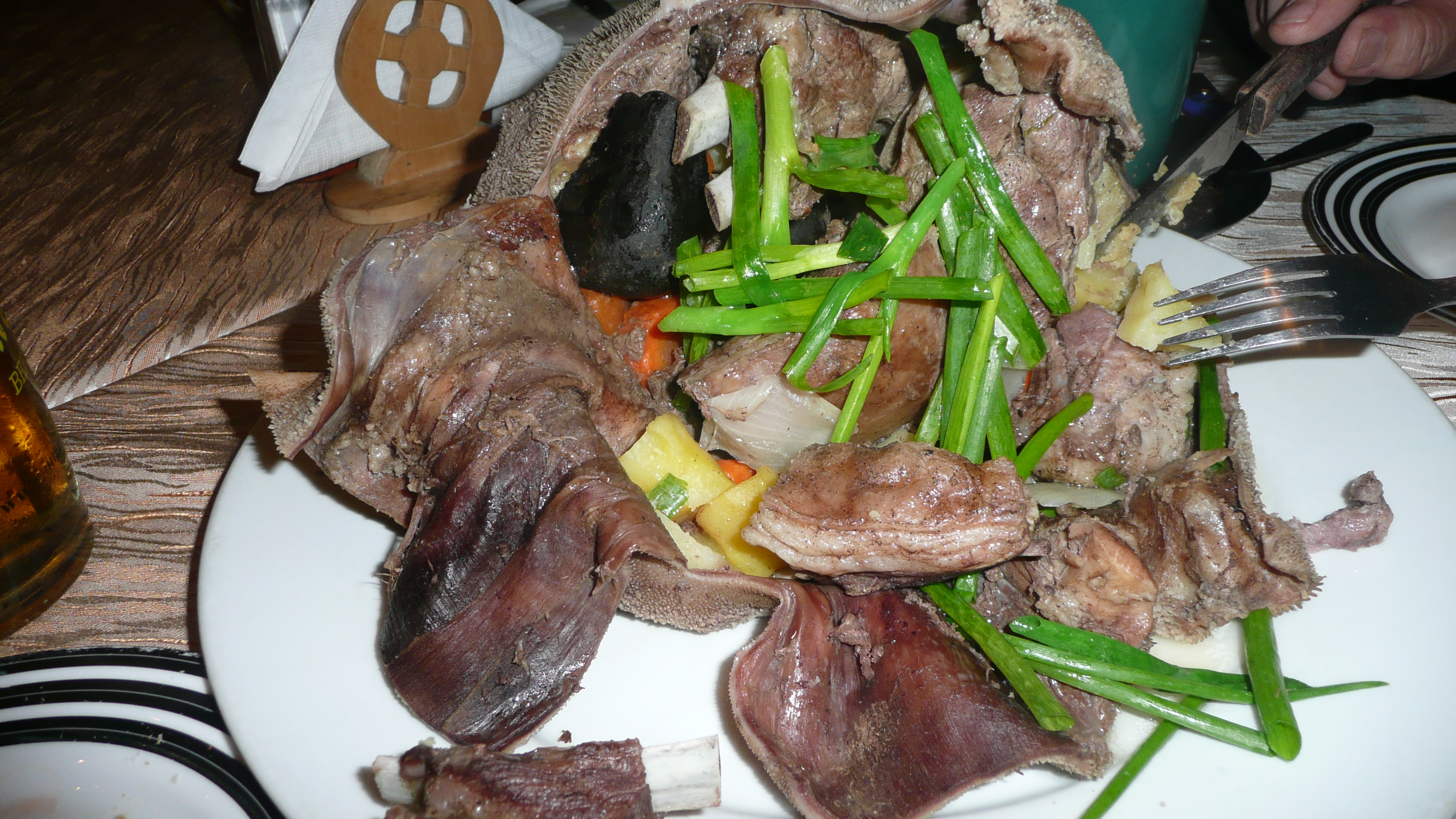
Хорхог в ресторане Улан-Батора.

Хорхог (монг. Xopxoг) — мясо, тушёное в закрытом металлическом котле на раскалённых камнях; блюдо монгольской кухни. В эпоху Чингисхана хорхог готовился прямо в овечьей шкуре.

## Приготовление
Для приготовления хорхога используется баранина. Мясо на косточке режется на кусочки. От десяти до двадцати гладких камней размером с кулак кладутся в огонь. Мясо и горячие камни помещаются в металлический сосуд, в качестве которого часто используется молочный бидон, добавляются соль, специи. Часто готовится с овощами (морковь, капуста, картофель). Далее добавляется необходимое количество воды, сосуд закрывается крышкой и ставится на огонь. Тушение происходит теплом от огня и от горячих камней. Блюдо готовится полчаса. Готовое блюдо кладётся порциями. После этого горячие камни дают в руки гостям. Камни в процессе приготовления впитывают жир и становятся чёрными и скользкими. Их перекладывают из ладони в ладонь. Едят хорхог обычно руками, для отделения мяса от костей можно использовать нож. Хорхог — популярное в Монголии блюдо, но подаётся не во всех ресторанах.